# Rondinella
Rondinella är en blå italiensk druvsort som används framför allt i röda viner från Veneto-distriktet av typ Valpolicella, Ripasso och Amarone. Den anses vara mindre viktig för vinet än den dominerande druvan Corvina i dessa viner.